# Црепуля, Любан
Любан Црепуля (хорв. Ljuban Crepulja; род. 2 сентября 1993, Чаплина) — хорватский футболист, полузащитник румынского клуба «Волунтари».

## Клубная карьера
Начал играть в футбол в команде «Сегеста», где, в возрасте 16 лет, дебютировал во втором хорватском дивизионе. В 2010-2012 годах выступал за молодежные команды загребских клубов «Локомотива» и «Динамо». Сезон 2012/13 играл за «Хрватски Драговоляц», которому помог ему выйти в элитный дивизион, но он перешел в «Славен Белупо», где стал игроком основного состава.
В начале 2016 года был на просмотре у шотландского «Селтика», но в итоге присоединился к бельгийскому «Мехелену». В составе ему закрепиться не удалось, сыграв всего четыре матча в чемпионате Бельгии за год. В феврале 2017 года он был отдан в аренду белорусскому клубу «Шахтёр» из Солигорска. В декабре 2017 года по истечении срока аренды он вернулся в «Мехелен».
6 февраля 2018 года он подписал полуторолетний контракт с боснийским клубом «Сараево». 28 июня 2019 года он перешел в румынскую «Астру», а в июле 2021 года перешёл в бухарестский «Рапид». В июле 2023 года стал игроком «Волунтари».

## Достижения

### «Сараево»
- Чемпион Боснии и Герцеговины: 2018/19
- Обладатель Кубка Боснии и Герцеговины: 2018/19